# 昭穆皇后
昭穆皇后李氏（？—？），後漢翼祖劉僎妻。

## 生平
李氏事跡不詳，只知她嫁與後漢翼祖及生後漢顯祖劉琠，後來贈封魯國太夫人。天福十二年（947年）閏七月，後漢高祖劉知遠即位，追尊李氏諡號為昭穆皇后。